# Jägermeister Music Tour
O Jägermeister Music Tour é uma digressão musical de hard rock, hardcore punk e heavy metal que se tem realizado duas vezes por ano nos Estados Unidos desde 2002. É detido pela Sidney Frank Importing.

## Alinhamentos

### Primavera de 2009
- Pennywise
- Pepper

### Outono de 2008
- Hinder
- Trapt
- Rev Theory

### Primavera de 2008
- Hatebreed
- Type O Negative
- 3 Inches of Blood

### Outono de 2007
- The Cult
- Action Action
- The Cliks

### Primavera de 2007
- Stone Sour
- Lacuna Coil
- Shadows Fall
- Indorphine

### Outono de 2006
- Slightly Stoopid
- Pepper

### Primavera de 2006
- Staind
- Three Days Grace
- Hurt

### Outono de 2005
- Disturbed
- Corrosion of Conformity
- bloodsimple
- A Dozen Furies

### Primavera de 2005
- Alter Bridge
- Future Leaders of the World
- Submersed

### Outono de 2004
- Slayer
- Killswitch Engage
- Mastodon

### Primavera de 2004
- Slipknot
- Fear Factory
- Chimaira

### Outono de 2003
- Slayer
- Hatebreed
- Arch Enemy

### Primavera de 2003
- Saliva
- Hed PE
- Breaking Benjamin
- Systematic
- Stereomud

### Primavera de 2002
- Drowning Pool
- Coal Chamber
- Ill Niño
- 40 Below Summer